# Josep Vigo Bonada
Josep Vigo (fullständigt namn enligt katalansk sedvänja Josep Vigo i Bonada) född 1937, är en spansk professor emeritus i botanik vid Barcelonas universitet.
Auktorsnamnet Vigo kan användas för Josep Vigo Bonada i samband med ett vetenskapligt namn inom botaniken; se Wikipediaartiklar som länkar till auktorsnamnet.

## Skrifter
- Notas sobre la vegetación del valle de Ribas (1968)
- La vegetació del massís de Penyagolosa (Doktorsavhandling, 1968)
- Notes sur les pelouses subalpines des Prépyrénées orientales (1972)
- Notes sobre la flora dels Pirineus catalans (1974)
- À propos des forêts de conifères calcicoles des Pyrénées orientales (1974)
- L'alta muntanya, flora i vegetació (1976, reviderad utgåva 2008)
- El poblament vegetal de la Vall de Ribes. Generalitats i catàleg florístic (1983)
- Les comunitats vegetals i el paisatge (1996)
- Les Comunitats vegetals: descripció i classificació (2005) Ed. Publicacions i Edicions de la Universitat de Barcelona. 251 sidor + 1 CD, ISBN 84-475-2891-X
- Bolòs, Oriol; Vigo, Josep: Flora dels Països Catalans. Ed. Barcino. Barcelona, 1984. ISBN 9788472265974.

## Hedersnamn
Josep Vigo Bonada har hedrats genom att växter med följande vetenskapliga namn uppkallats efter honom:
- Diantus vigoi M.Lainz. (Caryophyllaceae)
- Ardisia vigoi Lundell. (Myrcinaceae)
- Limonium vigoi L.Saez., A.Curcó & Roselló. (Plumbaginaceae)
- Rubus vigoi Rucelló., Peris. & Stübing. (Rosaceae)